# クロノクロミー
『クロノクロミー』（Chronochromie）は、オリヴィエ・メシアンが1959年から1960年にかけて作曲した大オーケストラのための管弦楽曲。演奏時間は20分あまり。

## 概要
題名は古代ギリシア語のχρόνος（時間）とχρῶμα（色）に由来する造語で、「時間の色彩」を意味する。曲の構成も古代ギリシアの頌歌における「ストロペー・アンティストロペー・エポードス」の三部形式を元にしている。この構成は『鳥のカタログ』のキバシガラスですでに用いられたものだった。
メシアンの管弦楽作品としては珍しく独奏ピアノが使われていない。この後の作品でピアノが使われていないのは『われ死者の復活を待ち望む』、『彼方の閃光…』、およびオペラ『アッシジの聖フランチェスコ』（ただしオンド・マルトノを使用）しかない。
『鳥たちの目覚め』、『異国の鳥たち』、『鳥のカタログ』と同様に鳥たちの声、および風や滝の音などの自然音を素材として使用しているが、メシアンによると32の持続の列(durées chromatiques)を2種類の均斉置換(permutation symétrique)によって操作するという技法を使用している。均斉置換とは移調の限られた旋法のリズム版とも言え、ある持続列に同じ置換を数回かけると最初の持続列と同じになるものをいう。

## 作曲の経緯
1959年、翌年のドナウエッシンゲン音楽祭のためにハインリヒ・シュトローベルからの依頼を受けて作曲が開始された。
曲は1960年10月16日にドナウエッシンゲンでハンス・ロスバウトの指揮によって初演されたが、賛否両論が巻き起こった。フランス初演は翌年の1961年9月13日にブザンソン国際音楽祭でジョルジュ・プレートル指揮によって行われ、批評家による論争を引き起こした。1962年2月13日にシャンゼリゼ劇場でアンタル・ドラティ指揮によってパリ初演されたときには敵対的な聴衆が大騒ぎした。しかしながら他の指揮者たちもこの曲を取り上げ、問題作としての成功を収めていった。

## 楽器編成
ピッコロ、フルート3、オーボエ2、コーラングレ、小クラリネット、クラリネット2、バスクラリネット、ファゴット3、ホルン4、ピッコロトランペット、トランペット3、トロンボーン3、テューバ、グロッケンシュピール、シロフォン、マリンバ、鐘、ゴング3、サスペンデッドシンバル・チャイナシンバル・タムタム、弦楽器（16-16-14-12-10以上。細かく分割される）

## 構成
曲は7つの部分から構成される。
- イントロダクション Introduction
- ストローフ1 Strophe I
- アンティストローフ1 Antistrophe I - 木管楽器によるウタツグミと、シロフォンなどによるヒバリの声が交替する。
- ストローフ2 Strophe II - ストローフ1の変形。
- アンティストローフ2 Antistrophe II - アンティストローフ1の変形。もっとも長い。
- エポード Épôde
- コーダ Coda - イントロダクションと同じ素材を使用している。

もっとも特徴的なのはエポードである。この部分は他から独立していて、18人の弦楽器独奏（ヴァイオリン12、ヴィオラ4、チェロ2）によってそれぞれ異なる鳥の歌が約4分にわたって演奏され、各声部を聞き分けることは困難である。この「組織された無秩序」を作る技法は後に『アッシジの聖フランチェスコ』の「鳥たちへの説教」の部分へと発展した。

## 使用
1969年、アメリカ合衆国のNET（教育テレビ放送、PBSの前身）において、カラー番組の放送前にアンティストローフ2のシロフォンによるヒバリの歌の部分が流された。同年放送が始まった『セサミストリート』のシーズン1の前にもこの曲が流されていた。